# Афанасьев, Кирилл Николаевич

Жилой дом завода «Геодезия» на Пятницкой улице в Москве (дом 59/19)

Кири́лл Никола́евич Афана́сьев (4 февраля 1909, Ораниенбаум — 29 марта 2002, Москва) — российский архитектор, профессор, доктор искусствоведения, член-учредитель Союза архитекторов СССР. Почётный член Российской академии архитектуры и строительных наук.

## Биография
К. Н. Афанасьев родился 4 февраля 1909 в городе Ораниенбаум в семье офицера царской армии. С 1918 года жил в Москве.
В 1930 году окончил архитектурный факультет Высшего художественно-технического института (мастерская А. А. Веснина), был членом Объединения современных архитекторов (ОСА). Одновременно с учёбой и по окончании института работал в архитектурной мастерской М. Я. Гинзбурга. В 1932 году перешёл в 1-ю Архитектурную мастерскую Моссовета И. В. Жолтовского.
В 1934—1938 годах по проекту и под руководством К. Н. Афанасьева был построен 10-этажный жилой дом для завода «Геодезия» (Пятницкая, 59), в то время самый большой в Замоскворечье. В эти же 1930-е годы К. Н. Афанасьев построил здание Ярославского педагогического института, павильоны на ВСХВ (в частности Павильон № 31 «Геология» (бывш. «Лён и другие прядильные культуры»), осуществил планировку нового города Каспийска.
Во время Великой Отечественной войны работал над обеспечением жизнедеятельности городов, освобождённых от немцев (Краснодар, Новороссийск, Туапсе и др.).
После окончания войны работал в Институте истории и теории архитектуры Академии строительства и архитектуры СССР, занимался реконструкцией центров городов: Сталинграда, Софии (Болгария), Костромы, Луганска. Наряду с проектированием занимался педагогической (профессор МАРХИ с 1935 года, доктор искусствоведения с 1954 года) и научной деятельностью. Член-учредитель Союза архитекторов СССР в 1955 году. Член секции критики Московского отделения Союза архитекторов.
В 2001 году был удостоен премии «Золотое сечение» Союза московских архитекторов.
Умер в 2002 году, похоронен в Москве на Головинском кладбище.
В первой половине 1930-х годов жил в Москве по адресу: Мёртвый переулок, 20. С 1938 года и до самой смерти К. Н. Афанасьев жил в построенном им доме на Пятницкой улице.